# Kanada na Letnich Igrzyskach Olimpijskich 2012
Kanadę na Letnich Igrzyskach Olimpijskich 2012, które odbyły się w Londynie reprezentowało 277 zawodników. Zdobyli oni 18 medali: 1 złoty, 5 srebrnych i 12 brązowych, zajmując 36. miejsce w klasyfikacji medalowej.
Był to dwudziesty piąty start reprezentacji Kanady na letnich igrzyskach olimpijskich.

## Zdobyte medale
| Medal  | Zawodnik | Dyscyplina                        | Konkurencja                            | Rezultat                                                         | Data        |
| ------ | --- | --------------------------------- | -------------------------------------- | ---------------------------------------------------------------- | ----------- |
| Złoto  | Rosannagh MacLennan | Gimnastyka – skoki na trampolinie | Kobiety                                | 57,305 pkt                                                       | 4 sierpnia  |
| Srebro | Gabriel Bergen Jeremiah Brown Andrew Byrnes Will Crothers Douglas Csima Robert Gibson Malcolm Howard Conlin McCabe Brian Price                             | Wioślarstwo                       | Ósemka mężczyzn                        | 5:49,98 min                                                      | 1 sierpnia  |
| Srebro | Ashley Brzozowicz Janine Hanson Krista Guloien Darcy Marquardt Natalie Mastracci Andreanne Morin Lesley Thompson-Willie Rachelle Viinberg Lauren Wilkinson | Wioślarstwo                       | Ósemka kobiet                          | 6:12,06 min                                                      | 2 sierpnia  |
| Srebro | Ryan Cochrane | Pływanie                          | 1500 m stylem dowolnym mężczyzn        | 14:39,63 min                                                     | 4 sierpnia  |
| Srebro | Adam van Koeverden | Kajakarstwo                       | K-1 1000 m mężczyzn                    | 3:27,170 min                                                     | 8 sierpnia  |
| Srebro | Tonya Verbeek | Zapasy                            | Kategoria do 55 kg kobiet              | W finale przegrała z Japonką Saori Yoshidą                       | 9 sierpnia  |
| Brąz   | Jennifer Abel Émilie Heymans | Skoki do wody                     | Trampolina 3 m – synchronicznie kobiet | 316,80 pkt                                                       | 29 lipca    |
| Brąz   | Meaghan Benfeito Roseline Filion | Skoki do wody                     | Wieża 10 m – synchronicznie kobiet     | 337,62 pkt                                                       | 31 lipca    |
| Brąz   | Antoine Valois-Fortier | Judo                              | Kategoria do 81 kg mężczyzn            | W pojedynku o brązowy medal pokonał Amerykanina Travisa Stevensa | 31 lipca    |
| Brąz   | Christine Girard | Podnoszenie ciężarów              | Waga do 63 kg kobiet                   | 236 kg                                                           | 31 lipca    |
| Brąz   | Brent Hayden | Pływanie                          | 100 m stylem dowolnym mężczyzn         | 47,80 s                                                          | 1 sierpnia  |
| Brąz   | Gillian Carleton Jasmin Glaesser Tara Whitten | Kolarstwo                         | Wyścig drużynowy kobiet                | W pojedynku o brązowy medal pokonały drużynę Australii           | 4 sierpnia  |
| Brąz   | Derek Drouin | Lekkoatletyka                     | Skok wzwyż mężczyzn                    | 229 cm                                                           | 7 sierpnia  |
| Brąz   | Mark Oldershaw | Kajakarstwo                       | C-1 1000 m mężczyzn                    | 3:48,502 min                                                     | 8 sierpnia  |
| Brąz   | Carol Huynh | Zapasy                            | Kategoria do 48 kg kobiet              | W pojedynku o brązowy medal wygrała z Isabelle Sambou z Senegalu | 8 sierpnia  |
| Brąz   | Reprezentacja Kanady w piłce nożnej kobiet | Piłka nożna                       | Turniej kobiet                         | W pojedynku o brązowy medal wygrały z reprezentacją Francji      | 9 sierpnia  |
| Brąz   | Richard Weinberger | Pływanie                          | 10 km na otwartym akwenie mężczyzn     | 1:50:00,3 godz.                                                  | 10 sierpnia |
| Brąz   | Mark de Jonge | Kajakarstwo                       | K-1 200 m mężczyzn                     | 36,657 s                                                         | 11 sierpnia |

## Reprezentanci

### Badminton
| Zawodnicy                   | Konkurencja           | Faza grupowa                               | Faza grupowa                           | Faza grupowa                                    | Faza grupowa | Eliminacje         | Ćwierćfinał                              | Półfinał                                    | Finał                                  | Finał   |
| Zawodnicy                   | Konkurencja           | Przeciwnicy Punkty                         | Przeciwnicy Punkty                     | Przeciwnicy Punkty                              | Miejsce      | Przeciwnicy Punkty | Przeciwnicy Punkty                       | Przeciwnicy Punkty                          | Przeciwnicy Punkty                     | Miejsce |
| --------------------------- | --------------------- | ------------------------------------------ | -------------------------------------- | ----------------------------------------------- | ------------ | ------------------ | ---------------------------------------- | ------------------------------------------- | -------------------------------------- | ------- |
| Michelle Li                 | gra pojedyncza kobiet | Wang Yh P 0-2 (8-21, 16-21)                | —                                      | —                                               | 2.           | NQ                 | NQ                                       | NQ                                          | NQ                                     | NQ      |
| Michelle Li Alexandra Bruce | gra podwójna kobiet   | Jung K-e / Kim H-n W 2-0 (21-0, 21-0)      | Sorokina / Wisłowa P 0-2 (8-21, 10-21) | Wang Xl / Yu Y W 2-0 (21-0, 21-0)               | 2.           | —                  | Choo / Veeran W 2-1 (21-9, 18-21, 21-18) | Fujii / Kakiiwa P 1-2 (12-21, 21-19, 13-21) | Sorokina / Wisłowa P 0-2 (9-21, 10-21) | 4.      |
| Grace Gao Toby Ng           | gra mieszana          | Ikeda / Shiota P 1-2 (10-21, 21-11, 15-21) | Mateusiak / Zięba P 0-2 (13-21, 16-21) | Fischer Nielsen / Pedersen P 0-2 (12-21, 11-21) | 4.           | —                  | NQ                                       | NQ                                          | NQ                                     | NQ      |

### Boks
Mężczyźni
| Zawodnik       | Konkurencja | 1/16             | 1/8              | Ćwierćfinał      | Półfinał         | Finał            | Finał   |
| Zawodnik       | Konkurencja | Przeciwnik Wynik | Przeciwnik Wynik | Przeciwnik Wynik | Przeciwnik Wynik | Przeciwnik Wynik | Miejsce |
| -------------- | ----------- | ---------------- | ---------------- | ---------------- | ---------------- | ---------------- | ------- |
| Custio Clayton | 69kg        | Molina W 12-8    | Hammond W 14-11  | Evans P 14-14+   | NQ               | NQ               | NQ      |
| Simon Kean     | +91 kg      | —                | Yoka W 16+-16    | Dyczko P 6-20    | NQ               | NQ               | NQ      |

Kobiety
| Zawodniczka  | Konkurencja | 1/8                 | Ćwierćfinał         | Półfinał            | Finał               | Finał   |
| Zawodniczka  | Konkurencja | Przeciwniczka Wynik | Przeciwniczka Wynik | Przeciwniczka Wynik | Przeciwniczka Wynik | Miejsce |
| ------------ | ----------- | ------------------- | ------------------- | ------------------- | ------------------- | ------- |
| Mary Spencer | 75kg        | BYE                 | Li J P 14-17        | NQ                  | NQ                  | NQ      |

### Gimnastyka

#### Gimnastyka artystyczna
| Zawodnik                                                                                         | Konkurencja      | Eliminacje | Eliminacje | Finał | Finał   |
| Zawodnik                                                                                         | Konkurencja      | Wynik      | Pozycja    | Wynik | Pozycja |
| ------------------------------------------------------------------------------------------------ | ---------------- | ---------- | ---------- | ----- | ------- |
| Rose Cossar Anjelika Reznik Anastasiya Muntyanu Alexandra Landry Kelsey Titmarsh Katrina Cameron | Zawody drużynowe | 48,025     | 11.        | NQ    | NQ      |

#### Gimnastyka sportowa
Mężczyźni
| Zawodnik      | Konkurencja | Kwalifikacje | Kwalifikacje | Kwalifikacje | Kwalifikacje | Kwalifikacje | Kwalifikacje | Kwalifikacje | Kwalifikacje | Finał    | Finał    | Finał    | Finał    | Finał    | Finał    | Finał | Finał   |
| Zawodnik      | Konkurencja | Przyrząd     | Przyrząd     | Przyrząd     | Przyrząd     | Przyrząd     | Przyrząd     | Razem        | Miejsce      | Przyrząd | Przyrząd | Przyrząd | Przyrząd | Przyrząd | Przyrząd | Razem | Miejsce |
| Zawodnik      | Konkurencja | FX           | PH           | SR           | VT           | PB           | HB           | Razem        | Miejsce      | FX       | PH       | SR       | VT       | PB       | HB       | Razem | Miejsce |
| ------------- | ----------- | ------------ | ------------ | ------------ | ------------ | ------------ | ------------ | ------------ | ------------ | -------- | -------- | -------- | -------- | -------- | -------- | ----- | ------- |
| Nathan Gafuik | Drążek      | —            | —            | —            | —            | —            | 13,866       | 13,866       | 46.          | NQ       | NQ       | NQ       | NQ       | NQ       | NQ       | NQ    | NQ      |

Kobiety
| Zawodniczka      | Konkurencja           | Kwalifikacje | Kwalifikacje | Kwalifikacje | Kwalifikacje | Kwalifikacje | Kwalifikacje | Finał    | Finał    | Finał    | Finał    | Finał   | Finał   |
| Zawodniczka      | Konkurencja           | Przyrząd     | Przyrząd     | Przyrząd     | Przyrząd     | Razem        | Miejsce      | Przyrząd | Przyrząd | Przyrząd | Przyrząd | Razem   | Miejsce |
| Zawodniczka      | Konkurencja           | FX           | VT           | UB           | BB           | Razem        | Miejsce      | FX       | VT       | UB       | BB       | Razem   | Miejsce |
| ---------------- | --------------------- | ------------ | ------------ | ------------ | ------------ | ------------ | ------------ | -------- | -------- | -------- | -------- | ------- | ------- |
| Elisabeth Black  | Wielobój drużynowy    | 14,233       | 14,800       | —            | 13,966       | —            | —            | 14,208   | 15,233   | —        | 14,266   | —       | —       |
| Victoria Moors   | Wielobój drużynowy    | 14,100       | —            | 13,833       | 11,266       | —            | —            | 14,600   | —        | 13,700   | —        | —       | —       |
| Dominique Pegg   | Wielobój drużynowy    | 14,233       | 14,133       | 13,275       | 13,566       | 55,657       | 18.          | 13,966   | 14,400   | —        | 13,500   | —       | —       |
| Brittany Rogers  | Wielobój drużynowy    | —            | 14,666       | 14,500       | —            | —            | —            | —        | 14,866   | 14,466   | —        | —       | —       |
| Kristina Vaculik | Wielobój drużynowy    | 13,800       | 14,100       | 14,366       | 11,300       | 53,566       | 32.          | —        | —        | 14,166   | 13,433   | —       | —       |
| Razem            | Wielobój drużynowy    | 42,566       | 43,599       | 42,699       | 38,832       | 167,696      | 8.           | 42,774   | 44,499   | 42,332   | 41,199   | 170,804 | 5.      |
| Dominique Pegg   | Wielobój indywidualny | Jak wyżej    | Jak wyżej    | Jak wyżej    | Jak wyżej    | Jak wyżej    | Jak wyżej    | 14,033   | 14,566   | 13,800   | 13,166   | 55,565  | 17.     |
| Elisabeth Black  | Skoki                 | Jak wyżej    | Jak wyżej    | Jak wyżej    | Jak wyżej    | Jak wyżej    | Jak wyżej    | —        | 0,000    | —        | —        | 0,000   | 8.      |
| Brittany Rogers  | Skoki                 | Jak wyżej    | Jak wyżej    | Jak wyżej    | Jak wyżej    | Jak wyżej    | Jak wyżej    | —        | 14,483   | —        | —        | 14,483  | 7.      |

#### Skoki na trampolinie
| Zawodnicy           | Konkurencja | Kwalifikacje | Kwalifikacje | Finał  | Finał   |
| Zawodnicy           | Konkurencja | Punkty       | Miejsce      | Punkty | Miejsce |
| ------------------- | ----------- | ------------ | ------------ | ------ | ------- |
| Jason Burnett       | Mężczyźni   | 109,065      | 6.           | 6,715  | 8.      |
| Karen Cockburn      | Kobiety     | 103,943      | 5.           | 55,860 | 4.      |
| Rosannagh MacLennan | Kobiety     | 104,450      | 4.           | 57,305 | złoto   |

### Jeździectwo

#### Skoki przez przeszkody
| Zawodnik                                              | Koń                | Konkurencja   | Kwalifikacje | Kwalifikacje | Kwalifikacje | Kwalifikacje | Kwalifikacje | Kwalifikacje | Kwalifikacje | Kwalifikacje | Finał   | Finał   | Finał   | Finał   | Finał   | Razem | Razem   |
| Zawodnik                                              | Koń                | Konkurencja   | Runda 1      | Runda 1      | Runda 2      | Runda 2      | Runda 2      | Runda 3      | Runda 3      | Runda 3      | Runda A | Runda A | Runda B | Runda B | Runda B | Razem | Razem   |
| Zawodnik                                              | Koń                | Konkurencja   | Kary         | Miejsce      | Kary         | Łącznie      | Miejsce      | Kary         | Łącznie      | Miejsce      | Kary    | Miejsce | Kary    | Łącznie | Miejsce | Kary  | Miejsce |
| ----------------------------------------------------- | ------------------ | ------------- | ------------ | ------------ | ------------ | ------------ | ------------ | ------------ | ------------ | ------------ | ------- | ------- | ------- | ------- | ------- | ----- | ------- |
| Tiffany Foster                                        | Victor             | indywidualnie | 8            | =60.         | DSQ          | DSQ          | DSQ          | NQ           | NQ           | NQ           | NQ      | NQ      | NQ      | NQ      | NQ      | 8     | =60.    |
| Jill Henselwood                                       | George             | indywidualnie | 5            | =53.         | 4            | 9            | =47.         | NQ           | NQ           | NQ           | NQ      | NQ      | NQ      | NQ      | NQ      | 9     | =47.    |
| Eric Lamaze                                           | Derly Chin de Muze | indywidualnie | 0            | =1.          | 1            | 1            | =13.         | 8            | 9            | =11.         | 12      | =29.    | NQ      | NQ      | NQ      | 12    | =29.    |
| Ian Millar                                            | Star Power         | indywidualnie | 4            | =42.         | 0            | 4            | =17.         | 4            | 8            | =22.         | 4       | =11.    | 4       | 8       | =9.     | 8     | =9.     |
| Tiffany Foster Jill Henselwood Eric Lamaze Ian Millar | Patrz wyżej        | drużynowo     | —            | —            | —            | —            | —            | —            | —            | —            | 5       | 6.      | 21      | 26      | 5.      | 26    | 5.      |

#### Ujeżdżenie
| Zawodnik                                            | Koń              | Konkurencja   | Runda 1 | Runda 1 | Runda 2 | Runda 2 | Finał  | Finał   |
| Zawodnik                                            | Koń              | Konkurencja   | Punkty  | Miejsce | Punkty  | Miejsce | Punkty | Miejsce |
| --------------------------------------------------- | ---------------- | ------------- | ------- | ------- | ------- | ------- | ------ | ------- |
| Jacqueline Brooks                                   | D Niro           | indywidualnie | 68,526  | 41.     | NQ      | NQ      | NQ     | NQ      |
| Ashley Nicoll-Holzer                                | Breaking Dawn    | indywidualnie | 71,809  | 20.     | 71,317  | 24.     | NQ     | NQ      |
| David Marcus                                        | Chrevi’s Capital | indywidualnie | EL      | EL      | NQ      | NQ      | NQ     | NQ      |
| Jacqueline Brooks Ashley Nicoll-Holzer David Marcus | Patrz wyżej      | drużynowo     | EL      | EL      | NQ      | NQ      | NQ     | NQ      |

#### WKKW
| Zawodnik                                                                       | Koń             | Konkurencja   | Ujeżdżenie | Ujeżdżenie | Cross-country | Cross-country | Cross-country | Skoki        | Skoki        | Skoki        | Skoki | Skoki   | Skoki   | Łącznie | Łącznie |
| Zawodnik                                                                       | Koń             | Konkurencja   | Ujeżdżenie | Ujeżdżenie | Cross-country | Cross-country | Cross-country | Kwalifikacje | Kwalifikacje | Kwalifikacje | Finał | Finał   | Finał   | Łącznie | Łącznie |
| Zawodnik                                                                       | Koń             | Konkurencja   | Kary       | Miejsce    | Kary          | Łącznie       | Miejsce       | Kary         | Łącznie      | Miejsce      | Kary  | Łącznie | Miejsce | Kary    | Miejsce |
| ------------------------------------------------------------------------------ | --------------- | ------------- | ---------- | ---------- | ------------- | ------------- | ------------- | ------------ | ------------ | ------------ | ----- | ------- | ------- | ------- | ------- |
| Peter Barry                                                                    | Kilordan Abbott | indywidualnie | 61,70      | 67.        | EL            | EL            | EL            | NQ           | NQ           | NQ           | NQ    | NQ      | NQ      | NQ      | NQ      |
| Hawley Bennett-Awad                                                            | Gin & Juice     | indywidualnie | 48,70      | 31.        | EL            | EL            | EL            | NQ           | NQ           | NQ           | NQ    | NQ      | NQ      | NQ      | NQ      |
| Rebecca Howard                                                                 | Riddle Master   | indywidualnie | 50,60      | =34.       | EL            | EL            | EL            | NQ           | NQ           | NQ           | NQ    | NQ      | NQ      | NQ      | NQ      |
| Michele Mueller                                                                | Armistad        | indywidualnie | 57,00      | 56,5       | 63,20         | 120,20        | 58.           | NQ           | NQ           | NQ           | NQ    | NQ      | NQ      | NQ      | NQ      |
| Jessica Phoenix                                                                | Exponential     | indywidualnie | 54,80      | =50.       | 2,40          | 57,20         | 28.           | 14,00        | 71,20        | 29.          | 8,00  | 79,20   | 22.     | 79,20   | 22.     |
| Peter Barry Hawley Bennett-Awad Rebecca Howard Michele Mueller Jessica Phoenix | Patrz wyżej     | drużynowo     | 154,10     | 11.        | 1023,30       | 1177,40       | 11.           | 893,80       | 2071,20      | 13.          | NQ    | NQ      | NQ      | 2071,20 | 13.     |

### Judo
Mężczyźni
| Zawodnik               | Konkurencja | 1/32                    | 1/16                    | 1/8                    | Ćwierćfinał          | Półfinał         | Repasaż 1           | Repasaż 2           | Finał            | Finał   |
| Zawodnik               | Konkurencja | Przeciwnik Wynik        | Przeciwnik Wynik        | Przeciwnik Wynik       | Przeciwnik Wynik     | Przeciwnik Wynik | Przeciwnik Wynik    | Przeciwnik Wynik    | Przeciwnik Wynik | Pozycja |
| ---------------------- | ----------- | ----------------------- | ----------------------- | ---------------------- | -------------------- | ---------------- | ------------------- | ------------------- | ---------------- | ------- |
| Sergio Pessoa          | do 60 kg    | BYE                     | Kossajew P 0000-0001    | NQ                     | NQ                   | NQ               | NQ                  | NQ                  | NQ               | NQ      |
| Sasha Mehmedovic       | do 66 kg    | Figueroa W 0010-0000    | Ebinuma P 0000-0111     | NQ                     | NQ                   | NQ               | NQ                  | NQ                  | NQ               | NQ      |
| Nicholas Tritton       | do 73 kg    | BYE                     | Jurakobilov P 0002-0111 | NQ                     | NQ                   | NQ               | NQ                  | NQ                  | NQ               | NQ      |
| Antoine Valois-Fortier | do 81 kg    | Məmmədli W 0001-0001 ZP | Burton W 0100-0000      | Mrvaljević W 0112-0011 | Nifontow P 0000-0100 | NQ               | Lucenti W 0101-0001 | Stevens W 0011-0000 | NQ               | brąz    |
| Alexandre Émond        | do 90 kg    | BYE                     | Gordon P 0000-1000      | NQ                     | NQ                   | NQ               | NQ                  | NQ                  | NQ               | NQ      |

Kobiety
| Zawodniczka      | Konkurencja | 1/16                  | 1/8                 | Ćwierćfinał         | Półfinał            | Repasaż 1           | Repasaż 2           | Finał               | Finał   |
| Zawodniczka      | Konkurencja | Przeciwniczka Wynik   | Przeciwniczka Wynik | Przeciwniczka Wynik | Przeciwniczka Wynik | Przeciwniczka Wynik | Przeciwniczka Wynik | Przeciwniczka Wynik | Pozycja |
| ---------------- | ----------- | --------------------- | ------------------- | ------------------- | ------------------- | ------------------- | ------------------- | ------------------- | ------- |
| Joliane Melançon | do 57 kg    | Filzmoser P 0010-0100 | NQ                  | NQ                  | NQ                  | NQ                  | NQ                  | NQ                  | NQ      |
| Kelita Zupancic  | do 70 kg    | BYE                   | Décosse P 0001-1001 | NQ                  | NQ                  | NQ                  | NQ                  | NQ                  | NQ      |
| Amy Cotton       | do 78 kg    | Tcheuméo P 0001-0010  | NQ                  | NQ                  | NQ                  | NQ                  | NQ                  | NQ                  | NQ      |

### Kajakarstwo

#### Kajakarstwo górskie
Mężczyźni
| Zawodnik       | Konkurencja | Preeliminacje | Preeliminacje | Preeliminacje | Preeliminacje | Preeliminacje | Preeliminacje | Półfinał | Półfinał | Finał | Finał   | Łącznie | Miejsce |
| Zawodnik       | Konkurencja | Zjazd 1       | Miejsce       | Zjazd 2       | Miejsce       | Łącznie       | Miejsce       | Czas     | Miejsce  | Czas  | Miejsce | Łącznie | Miejsce |
| -------------- | ----------- | ------------- | ------------- | ------------- | ------------- | ------------- | ------------- | -------- | -------- | ----- | ------- | ------- | ------- |
| Michael Tayler | K-1         | 155,89        | 21.           | 97,64         | 18.           | 97,64         | 20.           | NQ       | NQ       | NQ    | NQ      | NQ      | NQ      |

#### Kajakarstwo klasyczne
Mężczyźni
| Zawodnik                     | Konkurencja | Eliminacje | Eliminacje | Półfinał | Półfinał | Finał    | Finał   |
| Zawodnik                     | Konkurencja | Czas       | Miejsce    | Czas     | Miejsce  | Czas     | Miejsce |
| ---------------------------- | ----------- | ---------- | ---------- | -------- | -------- | -------- | ------- |
| Mark de Jonge                | K-1 200 m   | 35,396     | 1.         | 35,595   | 1. FA    | 36,657   | brąz    |
| Adam van Koeverden           | K-1 1000 m  | 3:28,697   | 1.         | 3:28,209 | 1. FA    | 3:27,170 | srebro  |
| Ryan Cochrane Hugues Fournel | K-2 200 m   | 33,407     | 4.         | 33,500   | 4. FA    | 35,396   | 7.      |
| Ryan Cochrane Hugues Fournel | K-2 1000 m  | 3:55,748   | 6.         | 3:29,819 | 5. FB    | 3:18,550 | 12.     |
| Jason McCoombs               | C-1 200 m   | 41,742     | 2.         | 42,255   | 5. FB    | 44,793   | 13.     |
| Mark Oldershaw               | C-1 1000 m  | 3:55,211   | 2.         | 3:52,197 | 2. FA    | 3:48,502 | brąz    |

Kobiety
| Zawodniczka    | Konkurencja | Eliminacje | Eliminacje | Półfinał | Półfinał | Finał    | Finał   |
| Zawodniczka    | Konkurencja | Czas       | Miejsce    | Czas     | Miejsce  | Czas     | Miejsce |
| -------------- | ----------- | ---------- | ---------- | -------- | -------- | -------- | ------- |
| Émilie Fournel | K-1 200 m   | 43,117     | 5.         | 43,030   | 7.       | NQ       | NQ      |
| Émilie Fournel | K-1 500 m   | 1:58,740   | 5.         | 1:54,120 | 6. FB    | 1:56,058 | 14.     |

### Kolarstwo

#### Kolarstwo BMX
| Zawodnik    | Konkurencja | Eliminacje | Eliminacje | Ćwierćfinał | Ćwierćfinał | Półfinał | Półfinał | Finał | Finał   |
| Zawodnik    | Konkurencja | Wynik      | Miejsce    | Wynik       | Miejsce     | Wynik    | Miejsce  | Wynik | Miejsce |
| ----------- | ----------- | ---------- | ---------- | ----------- | ----------- | -------- | -------- | ----- | ------- |
| Tory Nyhaug | Mężczyźni   | 39.515     | 20.        | 20 pkt.     | 5.          | NQ       | NQ       | NQ    | NQ      |

#### Kolarstwo górskie
| Zawodnik          | Konkurencja | Czas    | Miejsce |
| ----------------- | ----------- | ------- | ------- |
| Geoff Kabush      | Mężczyźni   | 1:30:43 | 8.      |
| Max Plaxton       | Mężczyźni   | DNF     | DNF     |
| Catherine Pendrel | Kobiety     | 1:34:28 | 9.      |
| Emily Batty       | Kobiety     | 1:40:37 | 20.     |

#### Kolarstwo szosowe
Mężczyźni
| Zawodnik       | Konkurencja                | Czas     | Miejsce |
| -------------- | -------------------------- | -------- | ------- |
| Ryder Hesjedal | Wyścig ze startu wspólnego | 5:46:37  | 62.     |
| Ryder Hesjedal | Jazda indywidualna na czas | 56:06.18 | 28.     |

Kobiety
| Zawodniczka        | Konkurencja                | Czas     | Miejsce |
| ------------------ | -------------------------- | -------- | ------- |
| Clara Hughes       | Wyścig ze startu wspólnego | 3:36:01  | 32.     |
| Clara Hughes       | Jazda indywidualna na czas | 38:28.96 | 5.      |
| Denise Ramsden     | Wyścig ze startu wspólnego | 3:35:56  | 27.     |
| Denise Ramsden     | Jazda indywidualna na czas | 41:44.81 | 19.     |
| Joëlle Numainville | Wyścig ze startu wspólnego | 3:35:56  | 12.     |

#### Kolarstwo torowe
Mężczyźni
| Zawodnik      | Konkurencja | Runda 1 | Repesaż | Runda 2 | Finał   |
| Zawodnik      | Konkurencja | Pozycja | Pozycja | Pozycja | Pozycja |
| ------------- | ----------- | ------- | ------- | ------- | ------- |
| Joseph Veloce | Keirin      | 4. R    | 4.      | NQ      | 13.     |

| Zawodnik     | Konkurencja | Start lotny | Start lotny | Wyścig punktowy | Wyścig punktowy | Wyścig eliminacyjny | Wyścig na dochodzenie | Wyścig na dochodzenie | Scratch | Wyścig na 1000 m | Wyścig na 1000 m | Suma punktów | Miejsce |
| Zawodnik     | Konkurencja | Czas        | Miejsce     | Punkty          | Miejsce         | Miejsce             | Czas                  | Miejsce               | Miejsce | Czas             | Miejsce          | Suma punktów | Miejsce |
| ------------ | ----------- | ----------- | ----------- | --------------- | --------------- | ------------------- | --------------------- | --------------------- | ------- | ---------------- | ---------------- | ------------ | ------- |
| Zachary Bell | Omnium      | 13.406      | 7.          | 4               | 13.             | 10.                 | 4:29.411              | 8.                    | 1.      | 1:04.328         | 10.              | 49           | 8.      |

Kobiety
| Zawodniczka      | Konkurencja | Kwalifikacje  | Kwalifikacje | Runda 1            | Repasaż 1             | Runda 2            | Repasaż 2          | Ćwierćfinały       | Półfinały          | Finał                              | Finał   |
| Zawodniczka      | Konkurencja | Czas Szybkość | Miejsce      | Przeciwniczka Czas | Przeciwniczka Czas    | Przeciwniczka Czas | Przeciwniczka Czas | Przeciwniczka Czas | Przeciwniczka Czas | Przeciwniczka Czas                 | Pozycja |
| ---------------- | ----------- | ------------- | ------------ | ------------------ | --------------------- | ------------------ | ------------------ | ------------------ | ------------------ | ---------------------------------- | ------- |
| Monique Sullivan | Sprint      | 11.347 63.452 | 12.          | Lee WS P           | Lee HJ Maeda W 11.572 | Meares P           | Panarina Maeda P   | NQ                 | NQ                 | O 9 miejsce Kanis Lee W S Hansen P | 11.     |

| Zawodniczka      | Konkurencja | Runda 1 | Repesaż | Runda 2 | Finał   |
| Zawodniczka      | Konkurencja | Pozycja | Pozycja | Pozycja | Pozycja |
| ---------------- | ----------- | ------- | ------- | ------- | ------- |
| Monique Sullivan | Keirin      | 5. R    | 3.      | 2.      | 6.      |

| Zawodniczki                                   | Konkurencja      | Kwalifikacje | Kwalifikacje | Półfinał                 | Półfinał | Finał                          | Finał   |
| Zawodniczki                                   | Konkurencja      | Czas         | Miejsce      | Przeciwniczki Wynik      | Miejsce  | Przeciwniczki Wynik            | Miejsce |
| --------------------------------------------- | ---------------- | ------------ | ------------ | ------------------------ | -------- | ------------------------------ | ------- |
| Gillian Carleton Jasmin Glaesser Tara Whitten | Wyścig drużynowy | 3:19.816     | 4.           | Wielka Brytania 3:17.454 | 4.       | O 3 miejsce Australia 3:17.915 | brąz    |

| Zawodniczka  | Konkurencja | Start lotny | Start lotny | Wyścig punktowy | Wyścig punktowy | Wyścig eliminacyjny | Wyścig na dochodzenie | Wyścig na dochodzenie | Scratch | Wyścig na 500 m | Wyścig na 500 m | Suma punktów | Miejsce |
| Zawodniczka  | Konkurencja | Czas        | Miejsce     | Punkty          | Miejsce         | Miejsce             | Czas                  | Miejsce               | Miejsce | Czas            | Miejsce         | Suma punktów | Miejsce |
| ------------ | ----------- | ----------- | ----------- | --------------- | --------------- | ------------------- | --------------------- | --------------------- | ------- | --------------- | --------------- | ------------ | ------- |
| Tara Whitten | Omnium      | 14.516      | 7.          | 28              | 3.              | 8.                  | 3:31.113              | 3.                    | 6.      | 36.509          | 10.             | 37           | 4.      |

### Koszykówka

#### Turniej kobiet
Reprezentacja Kanady w koszykówce kobiet brała udział w rozgrywkach grupy B turnieju olimpijskiego, wygrywając dwa mecze i ponosząc trzy porażki. Zajęła 4. miejsce w rozgrywkach swojej grupy i awansowała do ćwierćfinału, gdzie uległa reprezentacji USA i odpadła z dalszych rozgrywek.
Tabela grupy
| Poz. | Reprezentacja   | Pkt | Mecze | Mecze | Mecze | Punkty | Punkty | Punkty |
| Poz. | Reprezentacja   | Pkt | M     | Z     | P     | zdob.  | str.   | bilans |
| ---- | --------------- | --- | ----- | ----- | ----- | ------ | ------ | ------ |
| 1    | Francja         | 10  | 5     | 5     | 0     | 356    | 319    | 37+    |
| 2    | Australia       | 9   | 5     | 4     | 1     | 353    | 322    | 31+    |
| 3    | Rosja           | 8   | 5     | 3     | 2     | 314    | 308    | 6+     |
| 4    | Kanada          | 7   | 5     | 2     | 3     | 328    | 332    | 4-     |
| 5    | Brazylia        | 6   | 5     | 1     | 4     | 329    | 354    | 25-    |
| 6    | Wielka Brytania | 5   | 5     | 0     | 5     | 327    | 376    | 49-    |

Wyniki spotkań
Faza grupowa
| 28 lipca 201212:15 | Kanada                                                  | 53:58(17:15, 13:9, 14:13, 10:21) | Rosja                                                            | Basketball Arena, Londyn |
| 28 lipca 201212:15 | Pkt:Kim Smith 20 Zb:Tamara Tatham 5 As:Shona Thorburn 6 | 53:58(17:15, 13:9, 14:13, 10:21) | Pkt:Becky Hammon 14 Zb:Irina Osipowa 12 As:Jelena Daniłoczkina 6 | Basketball Arena, Londyn |

| 30 lipca 201221:00 | Wielka Brytania                                                                | 65:73(15:19, 17:17, 21:19, 12:18) | Kanada                                                                             | Basketball Arena, Londyn |
| 30 lipca 201221:00 | Pkt:Natalie Stafford, Johannah Leedham 15 Zb:Temi Fagbenle 6 As:Stef Collins 4 | 65:73(15:19, 17:17, 21:19, 12:18) | Pkt:Shona Thorburn 18 Zb:Courtnay Pilypaitis, Tamara Tatham 5 As:Teresa Gabriele 7 | Basketball Arena, Londyn |

| 1 sierpnia 201210:00 | Kanada                                                         | 60:64(12:13, 13:15, 15:14, 20:22) | Francja                                                       | Basketball Arena, Londyn |
| 1 sierpnia 201210:00 | Pkt:Shona Thorburn 17 Zb:Natalie Achonwa 8 As:Shona Thorburn 3 | 60:64(12:13, 13:15, 15:14, 20:22) | Pkt:Émilie Gomis 16 Zb:Sandrine Gruda 6 As:trzy zawodniczki 3 | Basketball Arena, Londyn |

| 3 sierpnia 201215:30 | Brazylia                                                        | 73:79(8:18, 17:21, 18:16, 20:24) | Kanada                                                                   | Basketball Arena, Londyn |
| 3 sierpnia 201215:30 | Pkt:Érika de Souza 18 Zb:Joice Rodrigues 4 As:Érika de Souza 12 | 73:79(8:18, 17:21, 18:16, 20:24) | Pkt:Courtnay Pilypaitis, Kim Smith 14 Zb:Shona Thorburn 8 As:Kim Smith 5 | Basketball Arena, Londyn |

| 5 sierpnia 201215:30 | Kanada                                                  | 63:72(10:24, 12:11, 20:12, 21:25) | Australia                                                                           | Basketball Arena, Londyn |
| 5 sierpnia 201215:30 | Pkt:Kim Smith17 Zb:Shona Thorburn 5 As:Lizanne Murphy 5 | 63:72(10:24, 12:11, 20:12, 21:25) | Pkt:Elizabeth Cambage 19 Zb:Jennifer Screen, Kristi Harrowera 4 As:Lauren Jackson 9 | Basketball Arena, Londyn |

Ćwierćfinał
| 7 sierpnia 201215:00 | Stany Zjednoczone                                                  | 91:48(19:8, 23:12, 26:10, 23:17) | Kanada                                                     | The O2 Arena, Londyn |
| 7 sierpnia 201215:00 | Pkt:Diana Taurasi 15 Zb:Sue Bird 5 As:Maya Moore, Candace Parker 7 | 91:48(19:8, 23:12, 26:10, 23:17) | Pkt:Kim Smith 13 Zb:Krista Phillips 5 As:Krista Phillips 8 | The O2 Arena, Londyn |

Skład
| Nr | Imię i nazwisko     | Data urodzenia (wiek) | Wzrost (cm) | Klub                     | Pozycja |
| -- | ------------------- | --------------------- | ----------- | ------------------------ | ------- |
| 4  | Krista Phillips     | 18.05.1988 (24)       | 198         | Dandenong Rangers        | C       |
| 5  | Teresa Gabriel      | 23.01.1979 (33)       | 165         | Brak klubu               | G       |
| 6  | Shona Thorburn      | 7.09.1982 (29)        | 178         | Uni Girona CB            | G       |
| 7  | Courtnay Pilypaitis | 11.02.1988 (24)       | 185         | VICI Kaunas              | G       |
| 8  | Kim Smith           | 7.05.1984 (28)        | 185         | Brak klubu               | G       |
| 9  | Miranda Ayim        | 6.05.1988 (24)        | 191         | Istanbul Universitesi    | F       |
| 10 | Alisha Tatham       | 14.10.1986 (25)       | 180         | Brak klubu               | G       |
| 11 | Natalie Achonwa     | 2.11.1992 (19)        | 190         | University of Notre Dame | F       |
| 12 | Lizanne Murphy      | 15.03.1984 (28)       | 185         | Tarbes Gespe Bigorre     | F       |
| 13 | Tamara Tatham       | 19.08.1985 (26)       | 185         | SV Halle Lions           | G/F     |
| 14 | Chelsea Aubry       | 27.06.1984 (28)       | 188         | Bendigo Spirit           | F       |
| 15 | Michelle Plouffe    | 15.09.1992 (19)       | 191         | University of Utah       | F       |

Trener:  Allison McNeill

### Lekkoatletyka
Mężczyźni
| Zawodnik                                                    | Konkurencja           | Eliminacje | Eliminacje | Ćwierćfinał | Ćwierćfinał | Półfinał | Półfinał | Finał    | Finał   |
| Zawodnik                                                    | Konkurencja           | Wynik      | Miejsce    | Wynik       | Miejsce     | Wynik    | Miejsce  | Wynik    | Miejsce |
| ----------------------------------------------------------- | --------------------- | ---------- | ---------- | ----------- | ----------- | -------- | -------- | -------- | ------- |
| Justyn Warner                                               | 100 m                 | BYE        | BYE        | 10.09       | 3.          | 10.09    | 5.       | NQ       | NQ      |
| Jared Connaughton                                           | 200 m                 | 20.72      | 3.         | —           | —           | 20.64    | 7.       | NQ       | NQ      |
| Aaron Brown                                                 | 200 m                 | 20.55      | 4.         | —           | —           | 20.42    | 4.       | NQ       | NQ      |
| Tremaine Harris                                             | 200 m                 | 20.70      | 5.         | —           | —           | NQ       | NQ       | NQ       | NQ      |
| Daundre Barnaby                                             | 400 m                 | 46.04      | 6.         | —           | —           | NQ       | NQ       | NQ       | NQ      |
| Geoffrey Harris                                             | 800 m                 | 1:45.97    | 2.         | —           | —           | 1:46.14  | 7.       | NQ       | NQ      |
| Nathan Brannen                                              | 1500 m                | 3:39.95    | 5.         | —           | —           | 3:39.26  | 12.      | NQ       | NQ      |
| Cameron Levins                                              | 5000 m                | 13:18.29   | 8.         | —           | —           | —        | —        | 13:51.87 | 14.     |
| Mohammed Ahmed                                              | 10 000 m              | —          | —          | —           | —           | —        | —        | 28:13.91 | 18.     |
| Cameron Levins                                              | 10 000 m              | —          | —          | —           | —           | —        | —        | 27:38.81 | 11.     |
| Alex Genest                                                 | 3000 m z przeszkodami | 8:22.62    | 7.         | —           | —           | —        | —        | NQ       | NQ      |
| Iñaki Gomez                                                 | chód na 20 km         | —          | —          | —           | —           | —        | —        | 1:20:58  | 13.     |
| Reid Coolsaet                                               | maraton               | —          | —          | —           | —           | —        | —        | 2:16:29  | 27.     |
| Eric Gillis                                                 | maraton               | —          | —          | —           | —           | —        | —        | 2:16:00  | 22.     |
| Dylan Wykes                                                 | maraton               | —          | —          | —           | —           | —        | —        | 2:15:26  | 20.     |
| Jared Connaughton Gavin Smellie Oluseyi Smith Justyn Warner | sztafeta 4 × 100 m    | 38.05      | 2.         | —           | —           | —        | —        | DSQ      | DSQ     |

| Zawodnik        | Konkurencja    | Kwalifikacje | Kwalifikacje | Finał    | Finał   |
| Zawodnik        | Konkurencja    | Rezultat     | Miejsce      | Rezultat | Miejsce |
| --------------- | -------------- | ------------ | ------------ | -------- | ------- |
| Dylan Armstrong | pchnięcie kulą | 20.49        | 7.           | 20.93    | 5.      |
| Justin Rodhe    | pchnięcie kulą | NM           | –            | NQ       | NQ      |
| Derek Drouin    | skok wzwyż     | 2.29         | 6.           | 2.29     | brąz    |
| Michael Mason   | skok wzwyż     | 2.26         | =12.         | 2.29     | 8.      |
| Curtis Moss     | rzut oszczepem | 78.22        | 22.          | NQ       | NQ      |
| James Steacy    | rzut młotem    | NM           | –            | NQ       | NQ      |

Dziesięciobój
| Zawodnik      | Konkurencja | 100 m | LJ   | SP    | HJ   | 400 m | 110H  | DT    | PV   | JT    | 1500 m  | Finał | Miejsce |
| ------------- | ----------- | ----- | ---- | ----- | ---- | ----- | ----- | ----- | ---- | ----- | ------- | ----- | ------- |
| Damian Warner | Wynik       | 10.48 | 7.54 | 13.73 | 2.05 | 48.20 | 14.38 | 45.90 | 4.70 | 62.77 | 4:29.85 | 8442  | 5.      |
| Damian Warner | Punkty      | 980   | 945  | 712   | 850  | 899   | 926   | 785   | 819  | 780   | 746     | 8442  | 5.      |

Kobiety
| Zawodniczka          | Konkurencja        | Eliminacje | Eliminacje | Ćwierćfinał | Ćwierćfinał | Półfinał | Półfinał | Finał   | Finał   |
| Zawodniczka          | Konkurencja        | Wynik      | Miejsce    | Wynik       | Miejsce     | Wynik    | Miejsce  | Wynik   | Miejsce |
| -------------------- | ------------------ | ---------- | ---------- | ----------- | ----------- | -------- | -------- | ------- | ------- |
| Kerri-Ann Mitchell   | 100 m              | BYE        | BYE        | 11.49       | 6.          | NQ       | NQ       | NQ      | NQ      |
| Crystal Emmanuel     | 200 m              | 23.10      | 5.         | —           | —           | 23.28    | 7.       | NQ      | NQ      |
| Jenna Martin         | 400 m              | 51.98      | 3.         | —           | —           | 52.83    | 7.       | NQ      | NQ      |
| Melissa Bishop       | 800 m              | 2:09.33    | 6.         | —           | —           | NQ       | NQ       | NQ      | NQ      |
| Jessica Smith        | 800 m              | 2:07.75    | 2.         | —           | —           | 2:01.90  | 7.       | NQ      | NQ      |
| Nicole Sifuentes     | 1500 m             | 4:07.65    | 7.         | —           | —           | 4:06.33  | 11.      | NQ      | NQ      |
| Hilary Stellingwerff | 1500 m             | 4:05.79    | 6.         | —           | —           | 4:05.57  | 6.       | NQ      | NQ      |
| Sheila Reid          | 5000 m             | 15:27.41   | 15.        | —           | —           | —        | —        | NQ      | NQ      |
| Phylicia George      | 100 m przez płotki | 12.83      | 2.         | —           | —           | 12.65    | 3.       | 12.65   | 6.      |
| Nikkita Holder       | 100 m przez płotki | 12.93      | 5.         | —           | —           | 12.93    | 6.       | NQ      | NQ      |
| Jessica Zelinka      | 100 m przez płotki | 12.75      | 2.         | —           | —           | 12.66    | 2.       | 12.69   | 7.      |
| Sarah Wells          | 400 m przez płotki | 56.47      | 4.         | —           | —           | 56.71    | 8.       | NQ      | NQ      |
| Rachel Seaman        | chód na 20 km      | —          | —          | —           | —           | —        | —        | 1:37:36 | 52.     |

| Zawodniczka       | Konkurencja    | Kwalifikacje | Kwalifikacje | Finał    | Finał   |
| Zawodniczka       | Konkurencja    | Rezultat     | Miejsce      | Rezultat | Miejsce |
| ----------------- | -------------- | ------------ | ------------ | -------- | ------- |
| Mélanie Blouin    | skok o tyczce  | 4.25         | 19.          | NQ       | NQ      |
| Sultana Frizell   | rzut młotem    | 67.45        | 26.          | NQ       | NQ      |
| Heather Steacy    | rzut młotem    | 63.40        | 34.          | NQ       | NQ      |
| Elizabeth Gleadle | rzut oszczepem | 60.26        | 11.          | 58.78    | 12.     |
| Julie Labonté     | pchnięcie kulą | 17.48        | 23.          | NQ       | NQ      |

Siedmiobój
| Zawodniczka     | Konkurencja | 100H  | HJ   | SP    | 200 m | LJ   | JT    | 800 m   | Finał | Miejsce |
| --------------- | ----------- | ----- | ---- | ----- | ----- | ---- | ----- | ------- | ----- | ------- |
| Brianne Theisen | Wynik       | 13.30 | 1.83 | 12.89 | 24.35 | 6.01 | 46.47 | 2:09.27 | 6383  | 11.     |
| Brianne Theisen | Punkty      | 1080  | 1016 | 720   | 947   | 853  | 792   | 975     | 6383  | 11.     |
| Jessica Zelinka | Wynik       | 12.65 | 1.68 | 14.81 | 23.32 | 5.91 | 45.75 | 2:09.15 | 6460  | 7.      |
| Jessica Zelinka | Punkty      | 1178  | 830  | 848   | 1047  | 822  | 778   | 977     | 6460  | 7.      |

### Łucznictwo
Mężczyźni
| Zawodnik       | Konkurencja   | Runda rankingowa | Runda rankingowa | 1/32             | 1/16             | 1/8              | Ćwierćfinał      | Półfinał         | Finał            | Finał   |
| Zawodnik       | Konkurencja   | Punkty           | Rozstawienie     | Przeciwnik Wynik | Przeciwnik Wynik | Przeciwnik Wynik | Przeciwnik Wynik | Przeciwnik Wynik | Przeciwnik Wynik | Pozycja |
| -------------- | ------------- | ---------------- | ---------------- | ---------------- | ---------------- | ---------------- | ---------------- | ---------------- | ---------------- | ------- |
| Crispin Duenas | indywidualnie | 678              | 8.               | El-Nemr P 2-6    | NQ               | NQ               | NQ               | NQ               | NQ               | NQ      |

Kobiety
| Zawodniczka        | Konkurencja   | Runda rankingowa | Runda rankingowa | 1/32                | 1/16                | 1/8                 | Ćwierćfinał         | Półfinał            | Finał               | Finał   |
| Zawodniczka        | Konkurencja   | Punkty           | Rozstawienie     | Przeciwniczka Wynik | Przeciwniczka Wynik | Przeciwniczka Wynik | Przeciwniczka Wynik | Przeciwniczka Wynik | Przeciwniczka Wynik | Pozycja |
| ------------------ | ------------- | ---------------- | ---------------- | ------------------- | ------------------- | ------------------- | ------------------- | ------------------- | ------------------- | ------- |
| Marie-Pier Beaudet | indywidualnie | 645              | 29.              | Laursen P 3-7       | NQ                  | NQ                  | NQ                  | NQ                  | NQ                  | NQ      |

### Pięciobój nowoczesny
| Zawodniczka    | Konkurencja | Szermierka | Szermierka | Szermierka | Pływanie | Pływanie | Pływanie | Jazda konna | Jazda konna | Jazda konna | Kombinacja: strzelanie/bieg przełajowy | Kombinacja: strzelanie/bieg przełajowy | Kombinacja: strzelanie/bieg przełajowy | Suma punktów | Pozycja |
| Zawodniczka    | Konkurencja | Wynik      | M.         | Punkty     | Czas     | M.       | Punkty   | Kary        | M.          | Punkty      | Czas                                   | M.                                     | Punkty                                 | Suma punktów | Pozycja |
| -------------- | ----------- | ---------- | ---------- | ---------- | -------- | -------- | -------- | ----------- | ----------- | ----------- | -------------------------------------- | -------------------------------------- | -------------------------------------- | ------------ | ------- |
| Melanie McCann | Kobiety     | 19-16      | 11.        | 856        | 2:21.56  | 25.      | 1104     | 20          | 4.          | 1180        | 12:20.23                               | 17.                                    | 2040                                   | 5180         | 11.     |
| Donna Vakalis  | Kobiety     | 17-18      | 19.        | 808        | 2:22.19  | 26.      | 1096     | 356         | 32.         | 844         | 12:10.03                               | 11.                                    | 2080                                   | 4828         | 29.     |

### Piłka nożna
Reprezentacja Kanady w piłce nożnej kobiet brała udział w rozgrywkach grupy F turnieju olimpijskiego, wygrywając jeden mecz, jeden remisując i ponosząc jedną porażkę. Awansowała do ćwierćfinału, w którym pokonała reprezentację Wielkiej Brytanii. W półfinale przegrała ze Stanami Zjednoczonymi, natomiast w meczu o 3. miejsce pokonała reprezentację Francji, zdobywając brązowe medale olimpijskie.
Tabela grupy
| Zespół            | M | Z | R | P | GZ | GS | GR | Pkt |
| ----------------- | - | - | - | - | -- | -- | -- | --- |
| Szwecja           | 3 | 1 | 2 | 0 | 6  | 3  | +3 | 5   |
| Japonia           | 3 | 1 | 2 | 0 | 2  | 1  | +1 | 5   |
| Kanada            | 3 | 1 | 1 | 1 | 6  | 4  | +2 | 4   |
| Południowa Afryka | 3 | 0 | 1 | 2 | 1  | 7  | −6 | 1   |

Wyniki spotkań
Faza grupowa
| 25 lipca 2012 18:00 CET | Japonia · Nahomi Kawasumi 33' · Aya Miyama 44' | 2:1(2:0)Raport | Kanada · 55' Melissa Tancredi | City of Coventry Stadium, Coventry Widzów: 14 119 Sędzia: Kirsi Heikkinen |
|                         |                                                |                |                               |                                                                           |

| 28 lipca 2012 15:45 CET | Kanada · Melissa Tancredi 7' · Christine Sinclair 21', 63' | 3:0(1:0)Raport | Południowa Afryka | City of Coventry Stadium, Coventry Widzów: 14 753 Sędzia: Christina Pedersen |
|                         |                                                            |                |                   |                                                                              |

| 31 lipca 2012 15:30 CET | Kanada · Melissa Tancredi 43', 84' | 2:2(1:2)Raport | Szwecja · 14' Marie Hammarström · 16' Sofia Jakobsson | St James’ Park, Newcastle Widzów: 12 719 Sędzia: Hong Eun-ah |
|                         |                                    |                |                                                       |                                                              |

Ćwierćfinał
| 3 sierpnia 2012 20:30 CET | Wielka Brytania | 0:2(0:2)Raport | Kanada · 12' Jonelle Filigno · 26' Christine Sinclair | City of Coventry Stadium, Coventry Widzów: 28 828 Sędzia: Sachiko Yamagishi |
|                           |                 |                |                                                       |                                                                             |

Półfinał
| 6 sierpnia 2012 20:45 CET | Kanada · Christine Sinclair 22', 67', 73' | 3:4 (dogr.)(1:0, 3:3)Raport | Stany Zjednoczone · 54', 70' Megan Rapinoe · 80' (k) Abby Wambach · 120+3' Alex Morgan | Old Trafford, Manchester Widzów: 26 630 Sędzia: Christiana Pedersen |
|                           |                                           |                             |                                                                                        |                                                                     |

Mecz o trzecie miejsce
| 9 sierpnia 2012 14:00 CET | Kanada · Diana Matheson 90+2' | 1:0(0:0)Raport | Francja | City of Coventry Stadium, Coventry Sędzia: Jenny Palmqvist |
|                           |                               |                |         |                                                            |

Skład
| Nr | Imię i nazwisko        | Data urodzenia (wiek) | Klub                | Pozycja |
| -- | ---------------------- | --------------------- | ------------------- | ------- |
| 1  | Karina LeBlanc         | 30.03.1980 (32)       | Sky Blue            | B       |
| 2  | Emily Zurrer           | 12.07.1987 (25)       | Dalsjöfors GoIF     | O       |
| 3  | Chelsea Stewart        | 28.04.1990 (22)       | UCLA Bruins         | O       |
| 4  | Carmelina Moscato      | 2.05.1984 (28)        | Piteå IF            | O       |
| 5  | Robyn Gayle            | 31.10.1985 (26)       | Bez klubu           | O       |
| 6  | Kaylyn Kyle            | 6.10.1988 (23)        | Vancouver Whitecaps | P       |
| 7  | Rhian Wilkinson        | 12.05.1982 (30)       | Bez klubu           | O       |
| 8  | Diana Matheson         | 6.04.1984 (28)        | Bez klubu           | P       |
| 9  | Candace Chapman        | 2.04.1983 (29)        | Sky Blue FC         | O       |
| 10 | Lauren Sesselmann      | 14.08.1983 (28)       | Bez klubu           | O       |
| 11 | Desiree Scott          | 31.07.1987 (24)       | Vancouver Whitecaps | P       |
| 12 | Christine Sinclair (c) | 12.06.1983 (29)       | Bez klubu           | N       |
| 13 | Sophie Schmidt         | 28.06.1988 (24)       | Kristianstads DFF   | P       |
| 14 | Melissa Tancredi       | 27.12.1981 (30)       | Piteå IF            | N       |
| 15 | Kelly Parker           | 8.03.1981 (31)        | Atlanta Beat        | P       |
| 16 | Jonelle Filigno        | 24.09.1990 (21)       | Rutgers University  | N       |
| 17 | Brittany Timko         | 5.09.1985 (26)        | Bez klubu           | P       |
| 18 | Erin McLeod            | 26.02.1983 (29)       | Dalsjöfors GoIF     | B       |
| 19 | Melanie Booth          | 24.08.1984 (27)       | Vancouver Whitecaps | O       |
| 20 | Marie-Eve Nault        | 16.02.1982 (30)       | Bez klubu           | O       |

Trener:  John Herdman

### Pływanie
Mężczyźni
| Zawodnik                                                    | Konkurencja        | Eliminacje | Eliminacje | Półfinał | Półfinał | Finał     | Finał   |
| Zawodnik                                                    | Konkurencja        | Czas       | Miejsce    | Czas     | Miejsce  | Czas      | Miejsce |
| ----------------------------------------------------------- | ------------------ | ---------- | ---------- | -------- | -------- | --------- | ------- |
| Brent Hayden                                                | 50 m dowolnym      | 22.15      | 13.        | 22.12    | =14.     | NQ        | NQ      |
| Brent Hayden                                                | 100 m dowolnym     | 48.51      | 5.         | 48.21    | 6.       | 47.80     | brąz    |
| Blake Worsley                                               | 200 m dowolnym     | 1:48.14    | 17.        | NQ       | NQ       | NQ        | NQ      |
| Ryan Cochrane                                               | 400 m dowolnym     | 3:47.26    | 9.         | —        | —        | NQ        | NQ      |
| Ryan Cochrane                                               | 1500 m dowolnym    | 14:49.41   | 3.         | —        | —        | 14:39.63  | srebro  |
| Charles Francis                                             | 100 m grzbietowym  | 54.08      | 13.        | 54.42    | 15.      | NQ        | NQ      |
| Tobias Oriwol                                               | 200 m grzbietowym  | 1:58.06    | 11.        | 1:58.74  | 14.      | NQ        | NQ      |
| Scott Dickens                                               | 100 m klasycznym   | 59.85      | 7.         | 1:00.16  | 16.      | NQ        | NQ      |
| Scott Dickens                                               | 200 m klasycznym   | 2:10.95    | 13.        | 2:11.71  | 16.      | NQ        | NQ      |
| Joe Bartoch                                                 | 100 m motylkowym   | 53.09      | 27.        | NQ       | NQ       | NQ        | NQ      |
| David Sharpe                                                | 200 m motylkowym   | 1:59.87    | 31.        | NQ       | NQ       | NQ        | NQ      |
| Andrew Ford                                                 | 200 m zmiennym     | 2:00.28    | 16.        | 2:01.58  | 15.      | NQ        | NQ      |
| Alec Page                                                   | 400 m zmiennym     | 4:19.17    | 23.        | —        | —        | NQ        | NQ      |
| Thomas Gossland Brent Hayden Richard Hortness Colin Russell | 4 × 100 m dowolnym | 3:16.42    | 10.        | —        | —        | NQ        | NQ      |
| Tobias Oriwol Alec Page Colin Russell Blake Worsley         | 4 × 200 m dowolnym | 7:15.22    | 14.        | —        | —        | NQ        | NQ      |
| Joe Bartoch Scott Dickens Charles Francis Brent Hayden      | 4 × 100 m zmiennym | 3:34.46    | 8.         | —        | —        | 3:34.19   | 8.      |
| Richard Weinberger                                          | 10km               | —          | —          | —        | —        | 1:50:00.3 | brąz    |

Kobiety
| Zawodniczka                                                        | Konkurencja        | Eliminacje | Eliminacje | Półfinał | Półfinał | Finał     | Finał   |
| Zawodniczka                                                        | Konkurencja        | Czas       | Miejsce    | Czas     | Miejsce  | Czas      | Miejsce |
| ------------------------------------------------------------------ | ------------------ | ---------- | ---------- | -------- | -------- | --------- | ------- |
| Victoria Poon                                                      | 50 m dowolnym      | 25.15      | 14.        | 25.17    | 15.      | NQ        | NQ      |
| Julia Wilkinson                                                    | 100 m dowolnym     | 54.16      | 9.         | 54.25    | 13.      | NQ        | NQ      |
| Samantha Cheverton                                                 | 200 m dowolnym     | 1:58.11    | 9.         | 1:57.98  | 11.      | NQ        | NQ      |
| Barbara Jardin                                                     | 200 m dowolnym     | 1:57.92    | 6.         | 1:57.91  | 10.      | NQ        | NQ      |
| Savannah King                                                      | 400 m dowolnym     | 4:10.93    | 18.        | —        | —        | NQ        | NQ      |
| Brittany MacLean                                                   | 400 m dowolnym     | 4:05.06    | 6.         | —        | —        | 4:06.24   | 7.      |
| Savannah King                                                      | 800 m dowolnym     | 8:29.72    | 15.        | —        | —        | NQ        | NQ      |
| Alexa Komarnycky                                                   | 800 m dowolnym     | 8:28.11    | 11.        | —        | —        | NQ        | NQ      |
| Sinead Russell                                                     | 100 m grzbietowym  | 1:00.10    | 13.        | 1:00.57  | 16.      | NQ        | NQ      |
| Julia Wilkinson                                                    | 100 m grzbietowym  | 59.94      | 7.         | 59.91    | 9.       | NQ        | NQ      |
| Hilary Caldwell                                                    | 200 m grzbietowym  | 2:10.75    | 18.        | NQ       | NQ       | NQ        | NQ      |
| Sinead Russell                                                     | 200 m grzbietowym  | 2:09.04    | 7.         | 2:08.76  | 8.       | 2:09.86   | 8.      |
| Jillian Tyler                                                      | 100 m klasycznym   | 1:07.81    | 15.        | 1:07.87  | 14.      | NQ        | NQ      |
| Tera van Beilen                                                    | 100 m klasycznym   | 1:07.85    | 16.        | 1:07.48  | =8.      | NQ        | NQ      |
| Martha McCabe                                                      | 200 m klasycznym   | 2:26.39    | 13.        | 2:24.09  | 7.       | 2:23.16   | 5.      |
| Tera van Beilen                                                    | 200 m klasycznym   | 2:27.70    | 21.        | NQ       | NQ       | NQ        | NQ      |
| Katerine Savard                                                    | 100 m motylkowym   | 58.76      | 17.        | 59.22    | 16.      | NQ        | NQ      |
| Audrey Lacroix                                                     | 200 m motylkowym   | 2:09.25    | 15.        | 2:08.00  | 12.      | NQ        | NQ      |
| Katerine Savard                                                    | 200 m motylkowym   | 2:11.05    | 19.        | NQ       | NQ       | NQ        | NQ      |
| Erica Morningstar                                                  | 200 m zmiennym     | 2:14.32    | 17.        | NQ       | NQ       | NQ        | NQ      |
| Stephanie Horner                                                   | 400 m zmiennym     | 4:45.49    | 21.        | —        | —        | NQ        | NQ      |
| Samantha Cheverton Heather MacLean Victoria Poon Julia Wilkinson   | 4 × 100 m dowolnym | 3:39.60    | 11.        | —        | —        | NQ        | NQ      |
| Samantha Cheverton Barbara Jardin Brittany MacLean Amanda Reason   | 4 × 200 m dowolnym | 7:50.84    | 3.         | —        | —        | 7:50.65   | 4.      |
| Samantha Cheverton Katerine Savard Tera van Beilen Julia Wilkinson | 4 × 100 m zmiennym | 4:02.71    | 12.        | —        | —        | NQ        | NQ      |
| Zsofia Balazs                                                      | 10 km              | —          | —          | —        | —        | 2:01:17.8 | 18.     |

### Pływanie synchroniczne
| Zawodniczki | Konkurencja | Układ techniczny | Układ techniczny | Układ dowolny (eliminacje) | Układ dowolny (eliminacje) | Układ dowolny (eliminacje) | Układ dowolny (finał) | Układ dowolny (finał)      | Układ dowolny (finał) |
| Zawodniczki | Konkurencja | Punkty           | Miejsce          | Punkty                     | Razem (techniczny + wolny) | Miejsce                    | Punkty                | Razem (techniczny + wolny) | Miejsce               |
| --- | ----------- | ---------------- | ---------------- | -------------------------- | -------------------------- | -------------------------- | --------------------- | -------------------------- | --------------------- |
| Marie-Pier Boudreau Gagnon Élise Marcotte | Duet        | 94.500           | 4.               | 94.750                     | 189.250                    | 4.                         | 94.620                | 189.120                    | 4.                    |
| Marie-Pier Boudreau Gagnon Stéphanie Durocher Jo-Annie Fortin Chloé Isaac Stéphanie Leclair Tracy Little Élise Marcotte Karine Thomas Valerie Welsh | Drużyna     | 94.400           | 4.               | —                          | —                          | —                          | 95.230                | 189.630                    | 4.                    |

### Podnoszenie ciężarów
Kobiety
| Zawodniczka                 | Konkurencja | Rwanie | Rwanie  | Podrzut | Podrzut | Razem | Pozycja |
| Zawodniczka                 | Konkurencja | Wynik  | Pozycja | Wynik   | Pozycja | Razem | Pozycja |
| --------------------------- | ----------- | ------ | ------- | ------- | ------- | ----- | ------- |
| Annie Moniqui               | do 58 kg    | 85     | 18.     | 105     | 16.     | 190   | 16.     |
| Christine Girard            | do 63 kg    | 103    | 4.      | 133     | 2.      | 236   | brąz    |
| Marie-Ève Beauchemin-Nadeau | do 69 kg    | 104    | 10.     | 135     | 6.      | 239   | 8.      |

### Siatkówka

#### Siatkówka plażowa
| Zawodniczy                        | Konkurencja | Faza grupowa | Pozycja | 1/8               | Ćwierćfinały      | Półfinały         | Finał             | Finał   |
| Zawodniczy                        | Konkurencja | Przeciwnicy Wynik | Pozycja | Przeciwnicy Wynik | Przeciwnicy Wynik | Przeciwnicy Wynik | Przeciwnicy Wynik | Pozycja |
| --------------------------------- | ----------- | --- | ------- | ----------------- | ----------------- | ----------------- | ----------------- | ------- |
| Josh Binstock Martin Reader       | Mężczyźni   | Grupa F Garcia Thompson – Grotowski W 2 – 0 (21-19, 21-13) Skarlund – Spinnangr P 0 – 2 (14-21, 18-21) Cunha – Santos P 0 – 2 (18-21, 22-24) Play-off Lupo – Nicolai P 0 – 2 (16-21, 20-22) | 3.      | NQ                | NQ                | NQ                | NQ                | 17.     |
| Marie-Andrée Lessard Annie Martin | Kobiety     | Grupa F Dampney – Mullin P 1 – 2 (21-17, 14-21, 13-15) Khomyakova – Ukolova P 1 – 2 (18-21, 30-28, 13-15) Cicolari – Menegatti P 1 – 2 (12-21, 25-23, 10-15)                                | 4.      | NQ                | NQ                | NQ                | NQ                | 19.     |

### Skoki do wody
Mężczyźni
| Zawodnik                       | Konkurencja                   | Preeliminacje | Preeliminacje | Półfinał | Półfinał | Finał  | Finał   |
| Zawodnik                       | Konkurencja                   | Punkty        | Miejsce       | Punkty   | Miejsce  | Punkty | Miejsce |
| ------------------------------ | ----------------------------- | ------------- | ------------- | -------- | -------- | ------ | ------- |
| Alexandre Despatie             | trampolina 3 m indywidualnie  | 458.55        | 9.            | 472.80   | 8.       | 413.35 | 11.     |
| François Imbeau-Dulac          | trampolina 3 m indywidualnie  | 449.30        | 12.           | 440.20   | 13.      | NQ     | NQ      |
| Riley McCormick                | wieża 10 m indywidualnie      | 452.75        | 11.           | 495.60   | 12.      | 493.35 | 11.     |
| Eric Sehn                      | wieża 10 m indywidualnie      | 363.90        | 29.           | NQ       | NQ       | NQ     | NQ      |
| Alexandre Despatie Reuben Ross | trampolina 3 m synchronicznie | —             | —             | —        | —        | 421.83 | 6.      |

Kobiety
| Zawodniczka                      | Konkurencja                   | Preeliminacje | Preeliminacje | Półfinał | Półfinał | Finał  | Finał   |
| Zawodniczka                      | Konkurencja                   | Punkty        | Miejsce       | Punkty   | Miejsce  | Punkty | Miejsce |
| -------------------------------- | ----------------------------- | ------------- | ------------- | -------- | -------- | ------ | ------- |
| Jennifer Abel                    | trampolina 3 m indywidualnie  | 344.15        | 4.            | 353.25   | 4.       | 343.00 | 6.      |
| Émilie Heymans                   | trampolina 3 m indywidualnie  | 337.20        | 6.            | 331.35   | 8.       | 295.20 | 12.     |
| Meaghan Benfeito                 | wieża 10 m indywidualnie      | 325.50        | 10.           | 359.90   | 2.       | 345.15 | 11.     |
| Roseline Filion                  | wieża 10 m indywidualnie      | 314.85        | 17.           | 329.60   | 8.       | 349.10 | 10.     |
| Jennifer Abel Émilie Heymans     | trampolina 3 m synchronicznie | —             | —             | —        | —        | 316.80 | brąz    |
| Meaghan Benfeito Roseline Filion | wieża 10 m synchronicznie     | —             | —             | —        | —        | 337.62 | brąz    |

### Strzelectwo
Mężczyźni
| Zawodnik    | Konkurencja                      | Kwalifikacje | Kwalifikacje | Finał  | Finał   |
| Zawodnik    | Konkurencja                      | Punkty       | Miejsce      | Punkty | Miejsce |
| ----------- | -------------------------------- | ------------ | ------------ | ------ | ------- |
| Cory Niefer | karabin pneumatyczny 10 m        | 581          | 46.          | NQ     | NQ      |
| Cory Niefer | karabin małokalibrowy leżąc 50 m | 589          | 38.          | NQ     | NQ      |

Kobiety
| Zawodniczka    | Konkurencja                | Kwalifikacje | Kwalifikacje | Finał  | Finał   |
| Zawodniczka    | Konkurencja                | Punkty       | Miejsce      | Punkty | Miejsce |
| -------------- | -------------------------- | ------------ | ------------ | ------ | ------- |
| Dorothy Ludwig | pistolet pneumatyczny 10 m | 376          | 34.          | NQ     | NQ      |

### Szermierka
Mężczyźni
| Zawodnik                | Konkurencja          | 1/32             | 1/16             | 1/8              | Ćwierćfinały     | Półfinały        | Finał            | Finał   |
| Zawodnik                | Konkurencja          | Przeciwnik Wynik | Przeciwnik Wynik | Przeciwnik Wynik | Przeciwnik Wynik | Przeciwnik Wynik | Przeciwnik Wynik | Pozycja |
| ----------------------- | -------------------- | ---------------- | ---------------- | ---------------- | ---------------- | ---------------- | ---------------- | ------- |
| Étienne Lalonde Turbide | floret indywidualnie | BYE              | Massialas P 6-15 | NQ               | NQ               | NQ               | NQ               | NQ      |
| Philippe Beaudry        | szabla indywidualnie | BYE              | Lapkes P 10-15   | NQ               | NQ               | NQ               | NQ               | NQ      |

Kobiety
| Zawodniczka      | Konkurencja          | 1/32                | 1/16                | 1/8                 | Ćwierćfinały        | Półfinały           | Finał               | Finał   |
| Zawodniczka      | Konkurencja          | Przeciwniczka Wynik | Przeciwniczka Wynik | Przeciwniczka Wynik | Przeciwniczka Wynik | Przeciwniczka Wynik | Przeciwniczka Wynik | Pozycja |
| ---------------- | -------------------- | ------------------- | ------------------- | ------------------- | ------------------- | ------------------- | ------------------- | ------- |
| Sherraine Schalm | szpada indywidualnie | BYE                 | Shin AL P 12-15     | NQ                  | NQ                  | NQ                  | NQ                  | NQ      |
| Monica Peterson  | floret indywidualnie | Bentley W 10-9      | Kiefer P 10-15      | NQ                  | NQ                  | NQ                  | NQ                  | NQ      |
| Sandra Sassine   | szabla indywidualnie | BYE                 | Socha P 7-15        | NQ                  | NQ                  | NQ                  | NQ                  | NQ      |

### Taekwondo
| Zawodnicy                 | Konkurencja | 1/16              | Ćwierćfinał       | Półfinał          | Repasaż 1         | Repasaż 2         | Finał             | Finał   |
| Zawodnicy                 | Konkurencja | Przeciwnicy Wynik | Przeciwnicy Wynik | Przeciwnicy Wynik | Przeciwnicy Wynik | Przeciwnicy Wynik | Przeciwnicy Wynik | Pozycja |
| ------------------------- | ----------- | ----------------- | ----------------- | ----------------- | ----------------- | ----------------- | ----------------- | ------- |
| Sébastien Michaud         | 80 kg (m)   | Jeremian P 4-8    | NQ                | NQ                | NQ                | NQ                | NQ                | NQ      |
| François Coulombe-Fortier | +80 kg (m)  | Umarow W 7-3      | Keïta P 6-11      | NQ                | NQ                | NQ                | NQ                | NQ      |
| Karine Sergerie           | 67 kg (k)   | Azizowa W 1-0     | Anić P 5-10       | NQ                | NQ                | NQ                | NQ                | NQ      |

### Tenis stołowy
Mężczyźni
| Zawodnik                            | Konkurencja       | Eliminacje       | Runda 1          | Runda 2          | Runda 3          | Runda 4          | Ćwierćfinały     | Półfinały        | Finał            | Finał   |
| Zawodnik                            | Konkurencja       | Przeciwnik Wynik | Przeciwnik Wynik | Przeciwnik Wynik | Przeciwnik Wynik | Przeciwnik Wynik | Przeciwnik Wynik | Przeciwnik Wynik | Przeciwnik Wynik | Pozycja |
| ----------------------------------- | ----------------- | ---------------- | ---------------- | ---------------- | ---------------- | ---------------- | ---------------- | ---------------- | ---------------- | ------- |
| Pierre-Luc Hinse                    | singel            | BYE              | Burģis P 3-4     | NQ               | NQ               | NQ               | NQ               | NQ               | NQ               | NQ      |
| Andre Ho                            | singel            | Toriola P 1-4    | NQ               | NQ               | NQ               | NQ               | NQ               | NQ               | NQ               | NQ      |
| Pierre-Luc Hinse Andre Ho Zhen Wang | turniej drużynowy | —                | —                | —                | —                | Japonia · P 0-3  | NQ               | NQ               | NQ               | NQ      |

Kobiety
| Zawodniczka | Konkurencja | Eliminacje          | Runda 1             | Runda 2             | Runda 3             | Runda 4             | Ćwierćfinały        | Półfinały           | Finał               | Finał   |
| Zawodniczka | Konkurencja | Przeciwniczka Wynik | Przeciwniczka Wynik | Przeciwniczka Wynik | Przeciwniczka Wynik | Przeciwniczka Wynik | Przeciwniczka Wynik | Przeciwniczka Wynik | Przeciwniczka Wynik | Pozycja |
| ----------- | ----------- | ------------------- | ------------------- | ------------------- | ------------------- | ------------------- | ------------------- | ------------------- | ------------------- | ------- |
| Zhang Mo    | singel      | Magdy W 4-0         | Hu W 4-3            | Li Q P 1-4          | NQ                  | NQ                  | NQ                  | NQ                  | NQ                  | NQ      |

### Tenis ziemny
Mężczyźni
| Zawodnik                     | Konkurencja    | 1/32                  | 1/16                                 | 1/8                                               | Ćwierćfinały     | Półfinały        | Finał            | Finał         |
| Zawodnik                     | Konkurencja    | Przeciwnik Wynik      | Przeciwnik Wynik                     | Przeciwnik Wynik                                  | Przeciwnik Wynik | Przeciwnik Wynik | Przeciwnik Wynik | Pozycja       |
| ---------------------------- | -------------- | --------------------- | ------------------------------------ | ------------------------------------------------- | ---------------- | ---------------- | ---------------- | ------------- |
| Milos Raonic                 | gra pojedyncza | Tatsuma Itō 6:3, 6:4  | Jo-Wilfried Tsonga 3:6, 6:3, 23:25   | → Nie awansował                                   | → Nie awansował  | → Nie awansował  | → Nie awansował  | Miejsca 17-32 |
| Vasek Pospisil               | gra pojedyncza | David Ferrer 4:6, 4:6 | → Nie awansował                      | → Nie awansował                                   | → Nie awansował  | → Nie awansował  | → Nie awansował  | Miejsca 33-64 |
| Daniel Nestor Vasek Pospisil | gra podwójna   |                       | Horia Tecău Adrian Ungur 6:3, 7:6(9) | Janko Tipsarević Nenad Zimonjić 4:6, 7:6(5), 9:11 | → Nie awansowali | → Nie awansowali | → Nie awansowali | Miejsca 9-16  |

Kobiety
| Zawodniczka                         | Konkurencja    | 1/32                     | 1/16                                            | 1/8                 | Ćwierćfinały        | Półfinały           | Finał               | Finał         |
| Zawodniczka                         | Konkurencja    | Przeciwniczka Wynik      | Przeciwniczka Wynik                             | Przeciwniczka Wynik | Przeciwniczka Wynik | Przeciwniczka Wynik | Przeciwniczka Wynik | Pozycja       |
| ----------------------------------- | -------------- | ------------------------ | ----------------------------------------------- | ------------------- | ------------------- | ------------------- | ------------------- | ------------- |
| Aleksandra Wozniak                  | gra pojedyncza | Marina Erakovic 6:2, 6:1 | Venus Williams 1:6, 3:6                         | → Nie awansowała    | → Nie awansowała    | → Nie awansowała    | → Nie awansowała    | Miejsca 17-32 |
| Stéphanie Dubois Aleksandra Wozniak | gra podwójna   |                          | Jarosława Szwiedowa Galina Woskobojewa 2:6, 0:6 | → Nie awansowały    | → Nie awansowały    | → Nie awansowały    | → Nie awansowały    | Miejsca 17-31 |

### Triathlon
| Zawodnicy       | Konkurencja | Pływanie (1,5 km) | Zmiana 1 | Jazda na rowerze (40 km) | Zmiana 2 | Bieg (10 km) | Czas    | Pozycja |
| --------------- | ----------- | ----------------- | -------- | ------------------------ | -------- | ------------ | ------- | ------- |
| Kyle Jones      | mężczyźni   | 18:31             | 0:38     | 59:17                    | 0:29     | 31:03        | 1:49:58 | 25.     |
| Brent McMahon   | mężczyźni   | 18:04             | 0:40     | 59:40                    | 0:30     | 31:09        | 1:50:03 | 27.     |
| Simon Whitfield | mężczyźni   | 17:23             | 0:44     | DNF                      | DNF      | DNF          | DNF     | DNF     |
| Paula Findlay   | kobiety     | 19:52             | 0:42     | 1:10:42                  | 0:37     | 40:16        | 2:12:09 | 52.     |
| Kathy Tremblay  | kobiety     | 19:50             | 0:50     | DNF                      | DNF      | DNF          | DNF     | DNF     |

### Wioślarstwo
Mężczyźni
| Zawodnik | Konkurencja                  | Eliminacje | Eliminacje | Repasaże | Repasaże  | Ćwierćfinał | Ćwierćfinał | Półfinał | Półfinał | Finał   | Finał   |
| Zawodnik | Konkurencja                  | Czas       | Miejsce    | Czas     | Miejsce   | Czas        | Miejsce     | Czas     | Miejsce  | Czas    | Miejsce |
| --- | ---------------------------- | ---------- | ---------- | -------- | --------- | ----------- | ----------- | -------- | -------- | ------- | ------- |
| Dave Calder Scott Frandsen | dwójka bez sternika          | 6:23.80    | 1. (P AB)  | BYE      | BYE       | —           | —           | 6:56.47  | 3. (F A) | 6:30.49 | 6.      |
| Michael Braithwaite Kevin Kowalyk                                                                                              | dwójka podwójna              | 6:34.11    | 5. (R)     | 6:30.74  | 3. (P AB) | —           | —           | 6:38.94  | 6. (F B) | 6:32.61 | 12.     |
| Morgan Jarvis Douglas Vandor                                                                                                   | dwójka podwójna wagi lekkiej | 6:42.59    | 3. (R)     | 6:36.03  | 4. (P CD) | —           | —           | 7:02.85  | 1. (F C) | 6:46.52 | 14.     |
| William Dean Anthony Jacob Derek O’Farrell Michael Wilkinson                                                                   | czwórka bez sternika         | 5:50.78    | 3. (P AB)  | BYE      | BYE       | —           | —           | 6:08.90  | 5. (F B) | 6:11.15 | 9.      |
| Gabriel Bergen Jeremiah Brown Andrew Byrnes Will Crothers Douglas Csima Robert Gibson Malcolm Howard Conlin McCabe Brian Price | ósemka                       | 5:37.91    | 4. (R)     | 5:27.41  | 2. (F A)  | —           | —           | —        | —        | 5:49.98 | srebro  |

Kobiety
| Zawodniczka | Konkurencja                  | Eliminacje | Eliminacje | Repasaże | Repasaże  | Ćwierćfinał | Ćwierćfinał | Półfinał | Półfinał | Finał   | Finał   |
| Zawodniczka | Konkurencja                  | Czas       | Miejsce    | Czas     | Miejsce   | Czas        | Miejsce     | Czas     | Miejsce  | Czas    | Miejsce |
| --- | ---------------------------- | ---------- | ---------- | -------- | --------- | ----------- | ----------- | -------- | -------- | ------- | ------- |
| Lindsay Jennerich Patricia Obee | dwójka podwójna wagi lekkiej | 7:10.89    | 5. (R)     | 7:15.37  | 2. (P AB) | —           | —           | 7:14.83  | 4. (F B) | 7:17.24 | 7.      |
| Ashley Brzozowicz Janine Hanson Krista Guloien Darcy Marquardt Natalie Mastracci Andreanne Morin Lauren Wilkinson Lesley Thompson Rachelle Viinberg | ósemka                       | 6:13.91    | 1. (F A)   | BYE      | BYE       | —           | —           | —        | —        | 6:12.06 | srebro  |

### Zapasy
Mężczyźni – styl wolny
| Zawodnik       | Konkurencja | Kwalifikacje     | 1/8              | Ćwierćfinał      | Półfinał         | Repesaż 1        | Repesaż 2           | Finał            | Finał   |
| Zawodnik       | Konkurencja | Przeciwnik Wynik | Przeciwnik Wynik | Przeciwnik Wynik | Przeciwnik Wynik | Przeciwnik Wynik | Przeciwnik Wynik    | Przeciwnik Wynik | Pozycja |
| -------------- | ----------- | ---------------- | ---------------- | ---------------- | ---------------- | ---------------- | ------------------- | ---------------- | ------- |
| David Tremblay | −55 kg      | BYE              | Peker P 1-3      | NQ               | NQ               | NQ               | NQ                  | NQ               | 16.     |
| Haislan Garcia | −66 kg      | Bilajisz W 3-1   | Jusupow W 3-1    | Yonemitsu P 1-3  | NQ               | BYE              | López P 1-3         | NQ               | 7.      |
| Matt Gentry    | −74 kg      | BYE              | Yadav W 3-1      | Burroughs P 1-3  | NQ               | BYE              | Soler Atencia W 3-0 | Cargusz P 0-3    | 5.      |
| Khetag Pliev   | −96 kg      | BYE              | Cortina W 3-1    | Varner P 0-3     | NQ               | BYE              | Qurbonov P 1-3      | NQ               | 10.     |
| Arjan Bhullar  | −120 kg     | BYE              | Ghasemi P 0-3    | NQ               | NQ               | NQ               | NQ                  | NQ               | 13.     |

Kobiety
| Zawodniczka       | Konkurencja | Kwalifikacje        | 1/8                 | Ćwierćfinał         | Półfinał            | Repasaż 1           | Repasaż 2           | Finał               | Finał   |
| Zawodniczka       | Konkurencja | Przeciwniczka Wynik | Przeciwniczka Wynik | Przeciwniczka Wynik | Przeciwniczka Wynik | Przeciwniczka Wynik | Przeciwniczka Wynik | Przeciwniczka Wynik | Miejsce |
| ----------------- | ----------- | ------------------- | ------------------- | ------------------- | ------------------- | ------------------- | ------------------- | ------------------- | ------- |
| Carol Huynh       | −48 kg      | BYE                 | Nguyễn W 5-0        | Kaladzinskaja W 3-0 | Obara P 1-3         | BYE                 | BYE                 | Sambou W 3-0        | brąz    |
| Tonya Verbeek     | −55 kg      | BYE                 | Phogat W 3-1        | Łazarewa W 3-0      | Rentería W 3-0      | BYE                 | BYE                 | Yoshida P 0-3       | srebro  |
| Martine Dugrenier | −63 kg      | BYE                 | Ichō P 1-3          | NQ                  | NQ                  | BYE                 | Johansson W 3-1     | Batceceg P 0-3      | 5.      |
| Leah Callahan     | −72 kg      | BYE                 | Ochirbatyn P 0-3    | NQ                  | NQ                  | NQ                  | NQ                  | NQ                  | 18.     |

### Żeglarstwo
Mężczyźni
| Zawodnik                   | Konkurencja | Wyścig | Wyścig | Wyścig | Wyścig | Wyścig | Wyścig | Wyścig | Wyścig | Wyścig | Wyścig | Wyścig | Punkty | Finałowa pozycja |
| Zawodnik                   | Konkurencja | 1      | 2      | 3      | 4      | 5      | 6      | 7      | 8      | 9      | 10     | M*     | Punkty | Finałowa pozycja |
| -------------------------- | ----------- | ------ | ------ | ------ | ------ | ------ | ------ | ------ | ------ | ------ | ------ | ------ | ------ | ---------------- |
| Zachary Plavsic            | RS:X        | 6      | 12     | 12     | 6      | 4      | 17     | 9      | 7      | 7      | 29     | 20     | 100    | 8.               |
| David Wright               | Laser       | 18     | 15     | 9      | 31     | 14     | 24     | 42     | 6      | 29     | 38     | –      | 184    | 23.              |
| Gregory Douglas            | Finn        | 16     | 23     | 16     | 13     | 12     | 18     | 13     | 17     | 20     | 12     | –      | 137    | 15.              |
| Mike Leigh Luke Ramsay     | 470         | 26     | 20     | 21     | 21     | 19     | 19     | 16     | 20     | 26     | 19     | –      | 179    | 25.              |
| Richard Clarke Tyler Bjorn | Star        | 16     | 10     | 6      | 8      | 10     | 17     | 13     | 12     | 5      | 13     | –      | 93     | 12.              |

Kobiety
| Zawodniczka   | Konkurencja  | Wyścig | Wyścig | Wyścig | Wyścig | Wyścig | Wyścig | Wyścig | Wyścig | Wyścig | Wyścig | Wyścig | Punkty | Finałowa pozycja |
| Zawodniczka   | Konkurencja  | 1      | 2      | 3      | 4      | 5      | 6      | 7      | 8      | 9      | 10     | M*     | Punkty | Finałowa pozycja |
| ------------- | ------------ | ------ | ------ | ------ | ------ | ------ | ------ | ------ | ------ | ------ | ------ | ------ | ------ | ---------------- |
| Nikola Girke  | RS:X         | 6      | 14     | 10     | 6      | 8      | 10     | 13     | 4      | 19     | 18     | 20     | 109    | 10.              |
| Danielle Dubé | Laser radial | 22     | 21     | 20     | 33     | 31     | 32     | 25     | 17     | 24     | 28     | –      | 220    | 27.              |

Open
| Zawodnik                  | Konkurencja | Wyścig | Wyścig | Wyścig | Wyścig | Wyścig | Wyścig | Wyścig | Wyścig | Wyścig | Wyścig | Wyścig | Wyścig | Wyścig | Wyścig | Wyścig | Wyścig | Punkty | Finałowa pozycja |
| Zawodnik                  | Konkurencja | 1      | 2      | 3      | 4      | 5      | 6      | 7      | 8      | 9      | 10     | 11     | 12     | 13     | 14     | 15     | M*     | Punkty | Finałowa pozycja |
| ------------------------- | ----------- | ------ | ------ | ------ | ------ | ------ | ------ | ------ | ------ | ------ | ------ | ------ | ------ | ------ | ------ | ------ | ------ | ------ | ---------------- |
| Gordon Cook Hunter Lowden | 49er        | 3      | 16     | 5      | 17     | 9      | 17     | 16     | 8      | 11     | 16     | 7      | 8      | 20     | 9      | 21     | –      | 162    | 16.              |